# Лириодендрон тюльпановый
Лириодендрон тюльпановый, или тюльпанное дерево настоящее, или лиран (лат. Liriodendron tulipifera) — высокое дерево семейства магнолиевых, в природных условиях растущее на востоке Северной Америки. На территории Российской Федерации тюльпановые деревья акклиматизированы во влажных условиях сочинских субтропиков черноморского побережья России и в Калининградской области, где они используются в ландшафтном дизайне.

## Ботаническое описание
Крупное листопадное дерево. Быстрорастущее, средняя высота дерева составляет 25—36 м, а у отдельных экземпляров, особенно в лесных массивах, нередко превышает 50 м. Крона высокая, у молодых деревьев пирамидальная, с возрастом приобретает более овальные очертания. Ствол прямой, массивный, в диаметре 60—150 см. Кора молодых деревьев гладкая, светло-серо-зелёная; у более зрелых неровная, с белыми ромбовидными бороздками. У старых деревьев часто имеются отверстия, пробитые дятлом. Ветки бурые, часто блестящие либо как будто покрыты воском, при надломе имеют сладкий пряный запах.
Листья очередные, простые, с перистым жилкованием, 12—20 см длиной, широкие, светло-зелёные или зелёные. Осенью листья окрашиваются в золотисто-жёлтые тона. Форма листьев несколько необычная, несколько напоминающая цветок тюльпана — лировидная, состоящая из четырёх лопастей, с обратносердцевидной, выемчатой верхушкой. Черешки листьев длинные, 7—10 см. Прилистники крупные, обхватывают ветку. Почки удлинённые и створчатые, по форме напоминают утиный клюв.
Цветки напоминают бутон тюльпана (отсюда название), около 6 см в длину, двуполые, с бледно-зелёными или жёлтыми (редко белыми) лепестками и оранжевым венчиком, источают слабый огуречный аромат, дают большое количество нектара. Околоцветник строго трёхчленный, состоящий из трёх наружу отогнутых листочков и шести — вперёд направленных и снабжённых нектарниками, расположенных в двух кругах. Многочисленные тычинки и пестики располагаются на удлинённой оси.
Формула цветка: {\displaystyle \ast K_{3}\;C_{3^{nect}+3}\;A_{\infty }\;G_{\underline {\infty }}}.
Распускаются цветки по одному на конце веток. Период цветения происходит в конце мая — середине июня. Тюльпанное дерево считается одним из самых медоносных растений в восточной части США.
Плод — продолговатое шишкообразное образование около 5 см длиной, состоящее из основания и крылаток, опадающих при созревании. Каждая крылатка около 4 см длиной, имеет одно крыло и содержит четырёхгранное семя, одним концом прикреплённое к конусообразному колосу, а другим к крылу. Созревание плода наступает в августе-октябре, разбрасывание семени происходит поздней осенью или зимой; пучки крылаток часто сохраняются на дереве до весны и напоминают собой засохшие листья.

## Культивирование

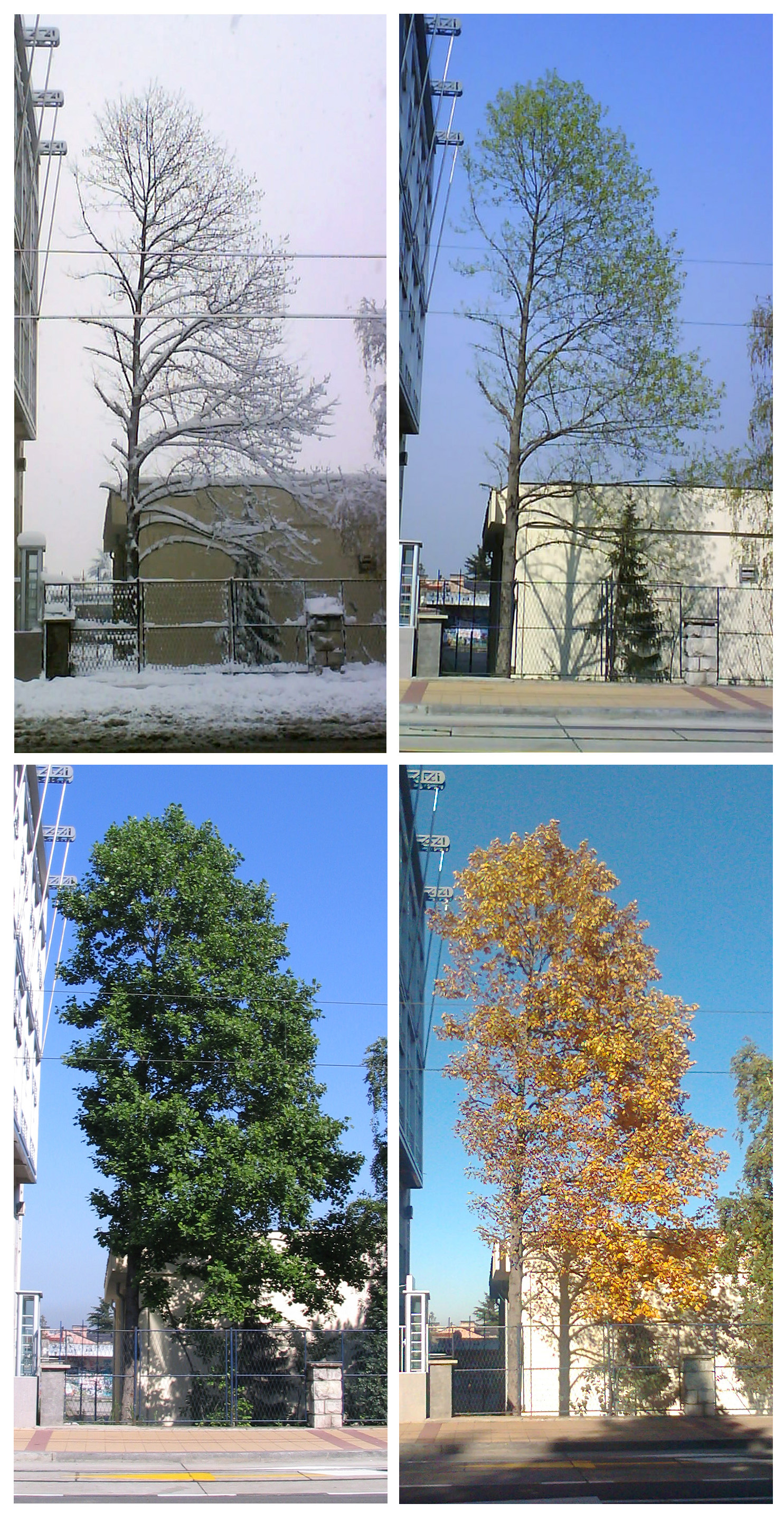
Внешний вид лириодендрона в течение года. Белград, Сербия.

Лириодендрон тюльпановый интродуцирован и широко культивируется в умеренном климате различных стран, на север распространяясь на широту Осло в Норвегии. В Южном полушарии его выращивают в Аргентине, Австралии, Чили, Новой Зеландии, ЮАР и Уругвае. При распространении вне природного ареала какую-либо заметную инвазивность (агрессию по отношению к другим, родным видам растений) не проявляет.
Тюльпанные деревья дают великолепную крону, но при благоприятных условиях способны быстро вырасти на высоту свыше 35 м. Они предпочитают глубокие хорошо дренированные глинистые почвы с толстым чернозёмным поверхностным слоем. Толерантны к песчаным почвам, восприимчивы с засушливым, жарким территориям и солёным почвам. Удобряются лучше других видов деревьев, но всё же состав почвы и её органическое содержание имеют первостепенное значение. Как и у других видов семейства магнолиевых, у лириодендрона тюльпанного корни мясистые, и при посадке легко ломаются, если с ними обращаться небрежно. Посадка растений должна происходить ранней весной, до появления листьев, что особенно важно для северных территорий.

## Значение и применение
Лириодендрон тюльпановый (Liriodendron tulipifera) в США, где он известен под названием «жёлтый тополь», имеет большое лесопромышленное значение. В английской технической литературе обозначается как «белое дерево» или «канареечное белое дерево». Древесина лёгкая, хорошо обрабатывается и полируется; используется на производство лущеной фанеры, на корпуса музыкальных инструментов и радиоприемников, как столярная и тарная доска, на балансы для бумажной промышленности и т. д.

## Факты
- Считается национальным символом американских штатов Индиана, Кентукки и Теннесси.
- В рассказе Эдгара Аллана По «Золотой жук» к ветке тюльпанового дерева (оно было выбрано как самое высокое дерево в этой местности Южной Каролины) был прибит череп, служивший ориентиром для поиска клада. Рядом с этим же деревом и был зарыт богатейший клад капитана Кидда.

## Галерея

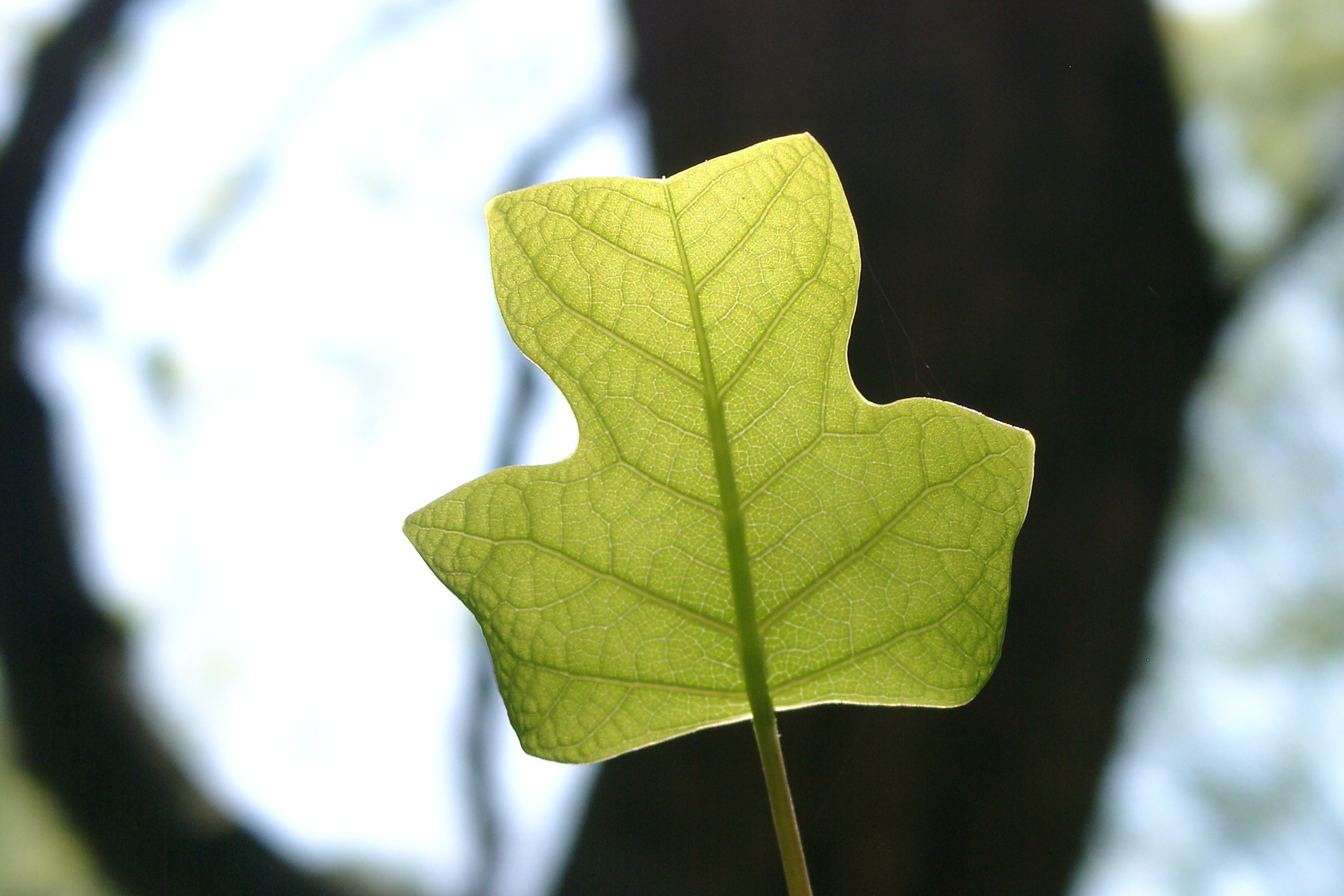
Лист
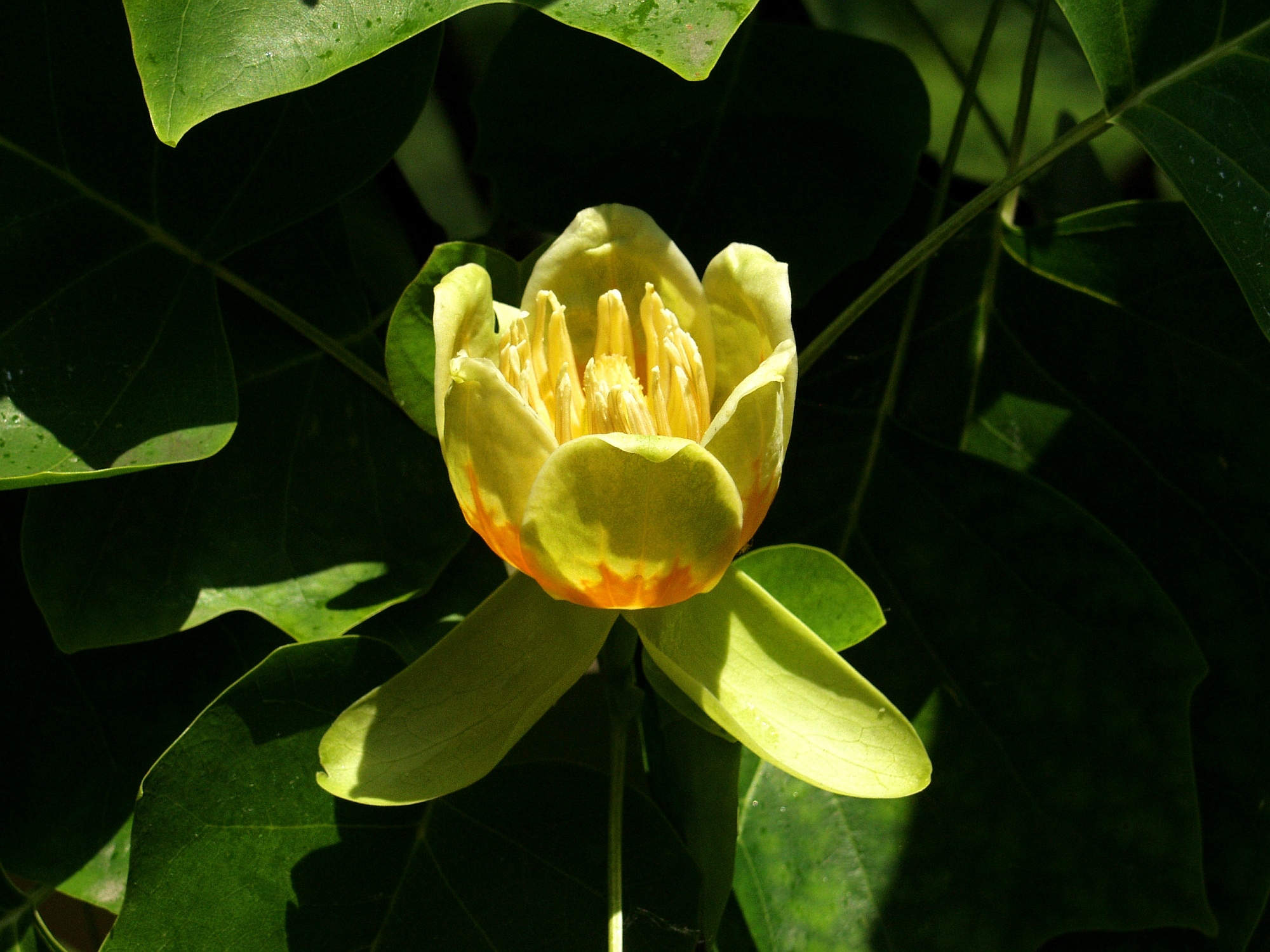
Цветок
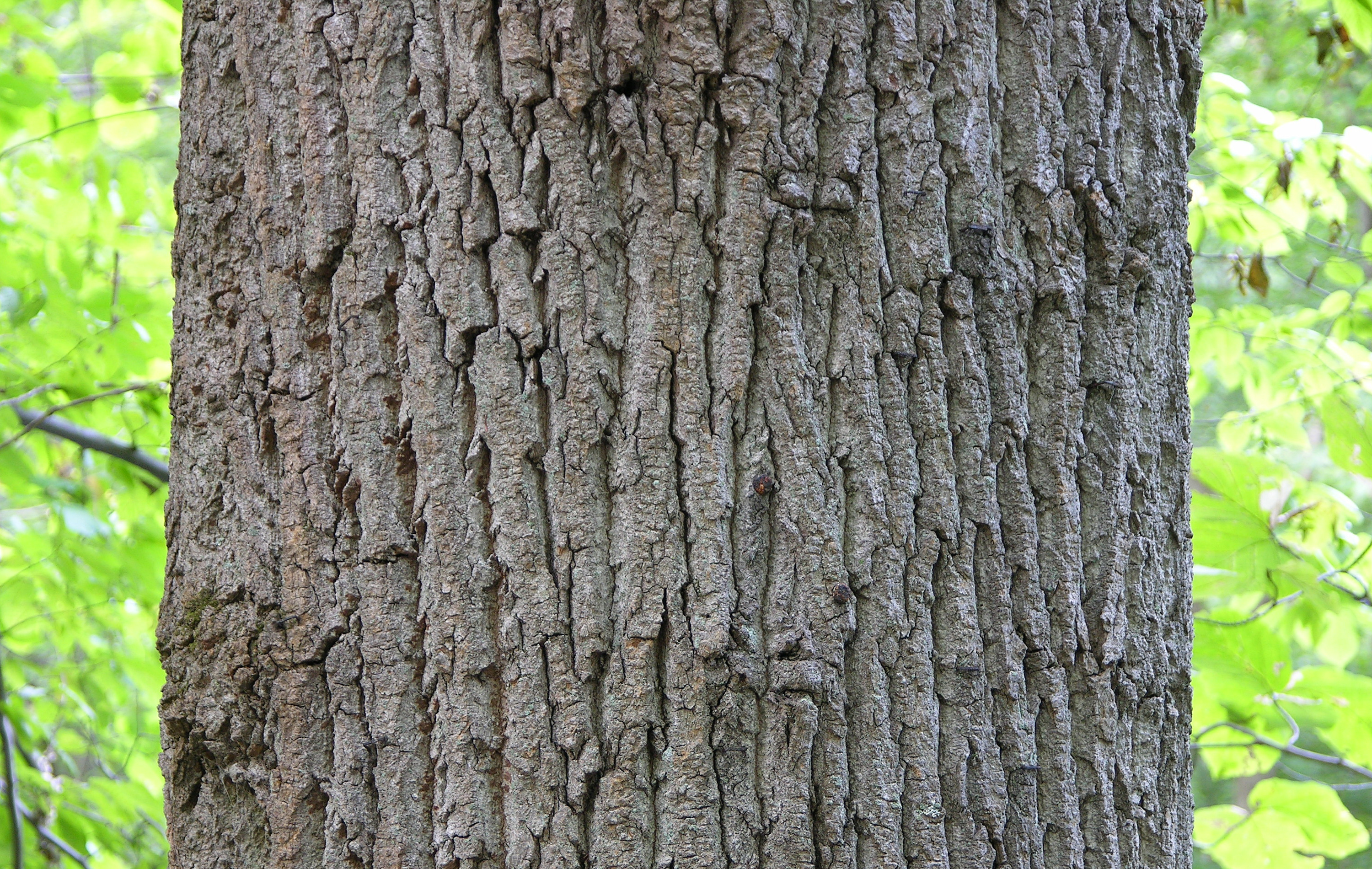
Кора
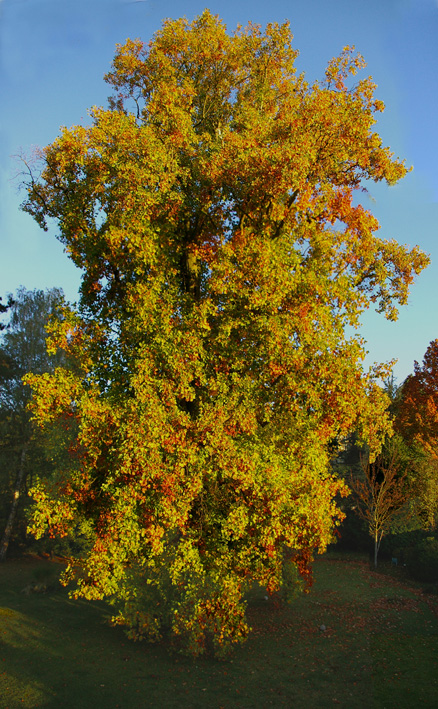
Дерево осенью
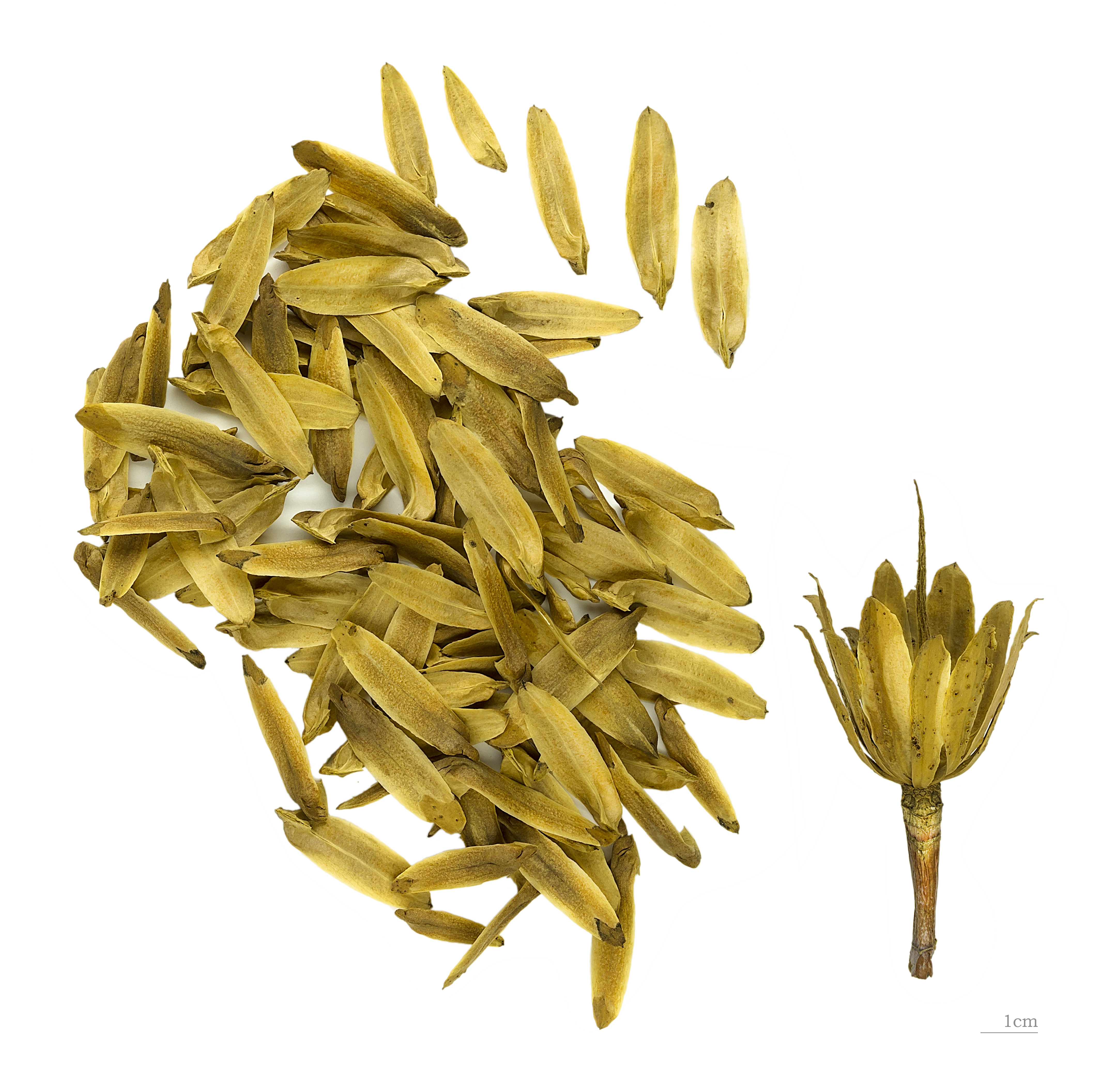
Плод и семена
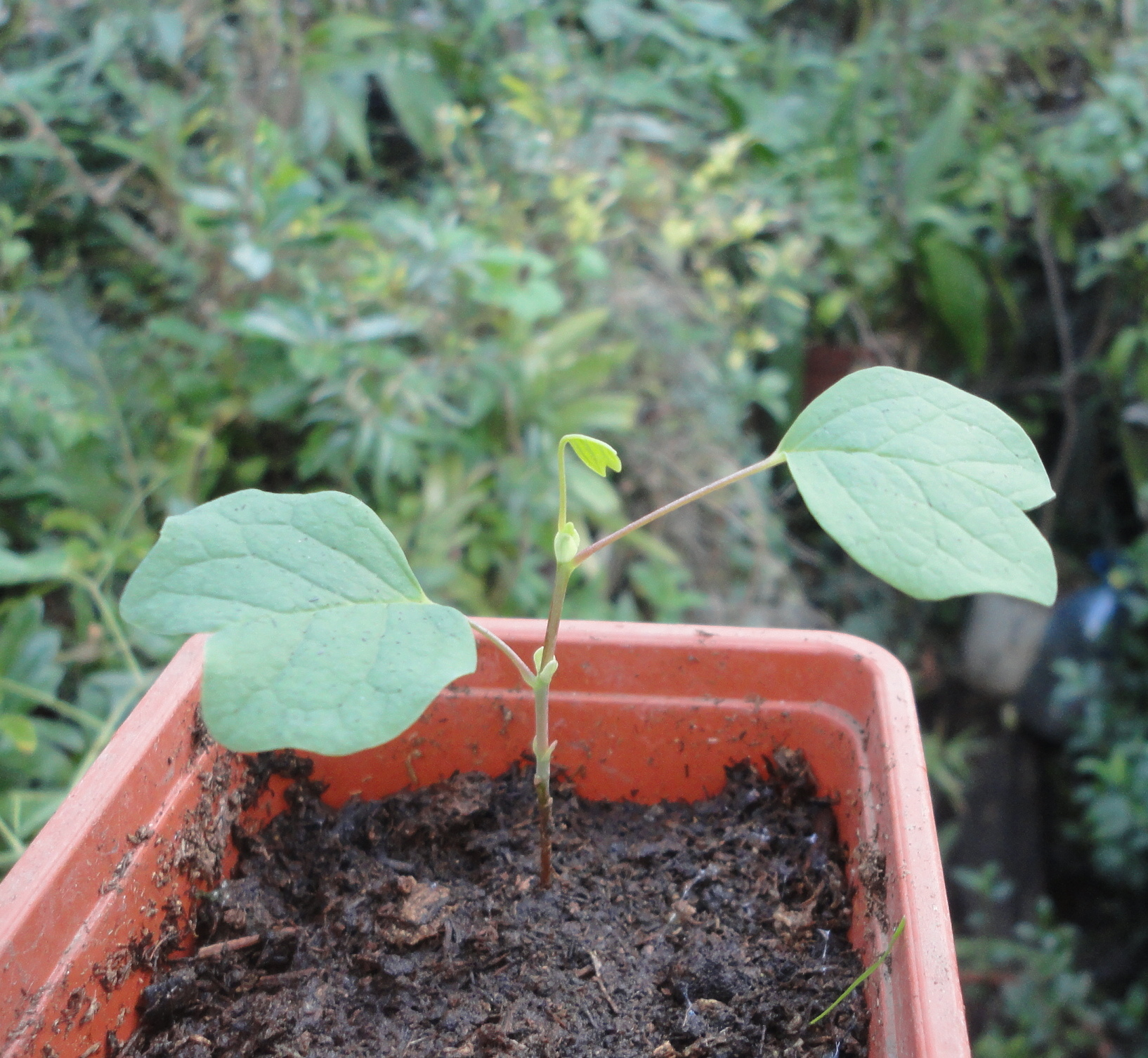
Однолетний сеянец